# Kenwood
Kenwood és una concentració de població designada pel cens dels Estats Units a l'estat d'Ohio. Segons el cens del 2000 tenia 7.423 habitants.

## Demografia
Segons el cens del 2000, Kenwood tenia 7.423 habitants, 3.305 habitatges, i 1.953 famílies. La densitat de població era de 1.230,1 habitants/km².
Dels 3.305 habitatges en un 25,9% hi vivien nens de menys de 18 anys, en un 49,7% hi vivien parelles casades, en un 7,4% dones solteres, i en un 40,9% no eren unitats familiars. En el 38,3% dels habitatges hi vivien persones soles el 23% de les quals corresponia a persones de 65 anys o més que vivien soles. El nombre mitjà de persones vivint en cada habitatge era de 2,18 i el nombre mitjà de persones que vivien en cada família era de 2,93.
Per edats la població es repartia de la següent manera: un 22% tenia menys de 18 anys, un 4,4% entre 18 i 24, un 23,1% entre 25 i 44, un 22,3% de 45 a 60 i un 28,2% 65 anys o més.
L'edat mediana era de 45 anys. Per cada 100 dones de 18 o més anys hi havia 74,1 homes.
La renda mediana per habitatge era de 53.300 $ i la renda mediana per família de 74.511 $. Els homes tenien una renda mediana de 55.699 $ mentre que les dones 35.885 $. La renda per capita de la població era de 32.458 $. Aproximadament l'1,6% de les famílies i el 3,3% de la població estaven per davall del llindar de pobresa.

## Poblacions properes
El següent diagrama mostra les poblacions més properes.